# Rijksuniversiteit Leuven

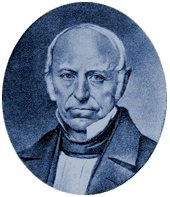
Karl Bernhardi (1799-1874), bibliothecaris van de Rijksuniversiteit Leuven.

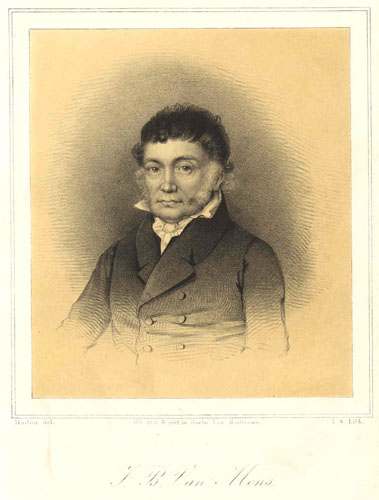
Jean-Baptiste van Mons, professor aan de Rijksuniversiteit Leuven.

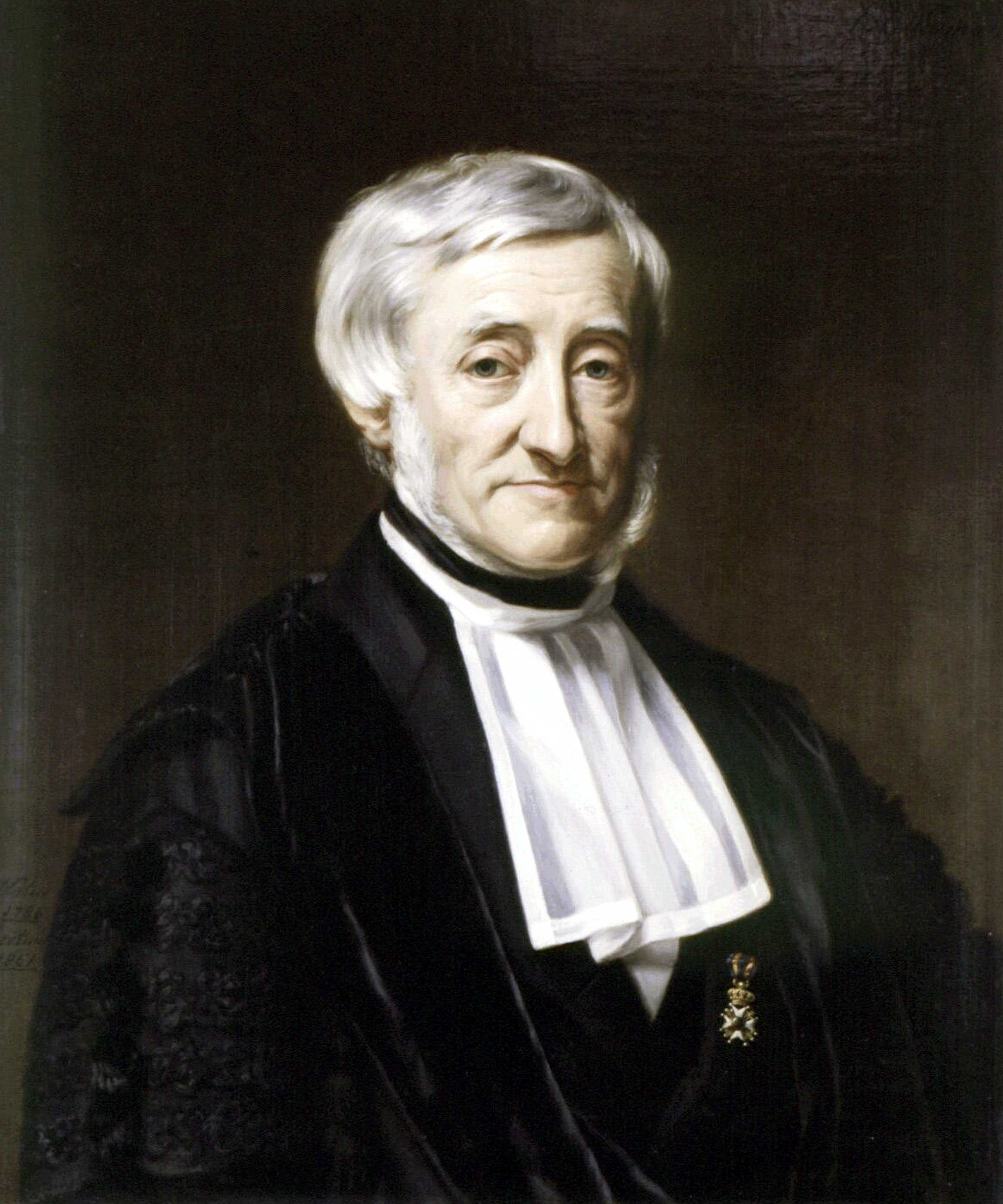
Adrianus Catharinus Holtius, professor aan de Rijksuniversiteit Leuven.

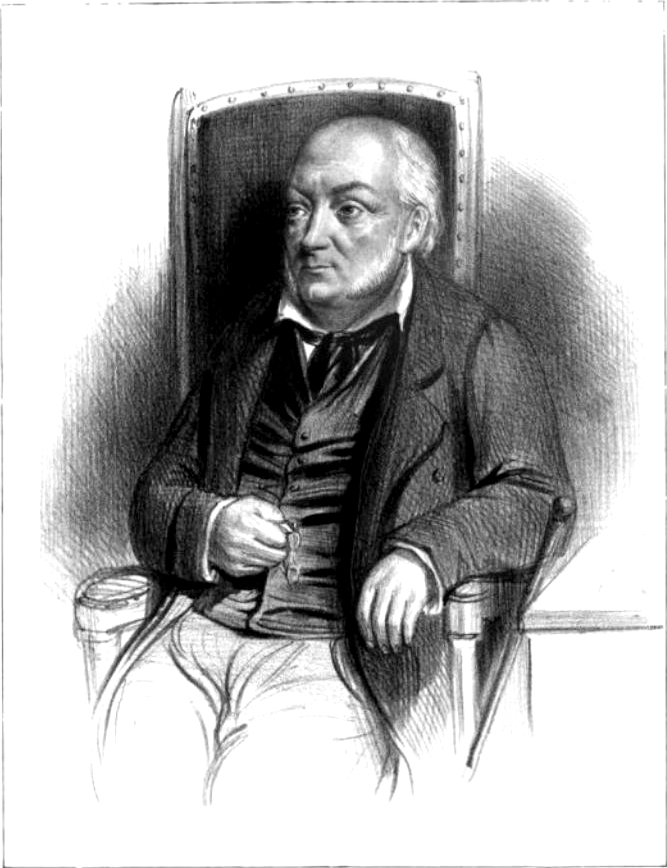
Joseph Jacotot, professor aan de Rijksuniversiteit Leuven.

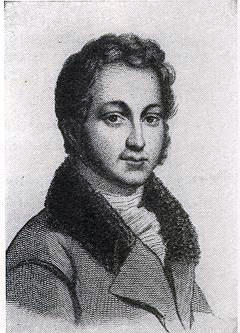
Baron Frédéric de Reiffenberg, professor aan de Rijksuniversiteit Leuven.

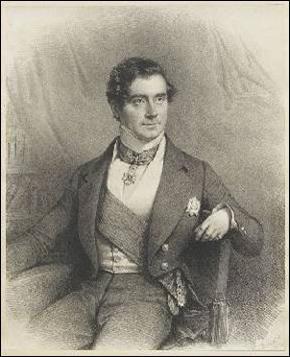
Sylvain van de Weyer, oud-student aan de Rijksuniversiteit Leuven.

De Rijksuniversiteit Leuven (Latijn: Academia Lovaniensis) was actief van 1817 tot 15 augustus 1835.

## Geschiedenis
Op 6 oktober 1817 werd door de regering van het Verenigd Koninkrijk der Nederlanden in Leuven een nieuwe universiteit geopend, gelijktijdig met de Rijksuniversiteit Gent en de Rijksuniversiteit Luik.
Zoals Geertrui Couderé het schrijft: "Dat er te Leuven ooit een Rijksuniversiteit heeft bestaan is voor velen steeds een onbekend feit" en "de oorzaak is dat de Rijksuniversiteit lange tijd in de taboesfeer verbleef".
Het was een neutrale en niet-confessionele universiteit, waarvan de hogere overheid hoopte dat ze de aankomende generaties in een geest zou doen ontwikkelen die beantwoordde aan wat Willem I en zijn raadgevers voor het Verenigd Koninkrijk der Nederlanden voor ogen hadden: te weten een intellectuele elite van Europees niveau te vormen.
De meeste professoren kwamen uit verschillende Europese landen, voornamelijk uit beroemde Duitse universiteiten en uit Frankrijk, terwijl slechts weinigen uit Noord-Nederland afkomstig waren. Voor wat de Duitse hoogleraren betreft, kon Willem I rekenen op de zoektocht die werd ondernomen door zijn vertrouwensman, de diplomaat Hans Christoph Ernst von Gagern. Van de autochtone hoogleraars, was een aantal al hoogleraar aan de voormalige Universiteit van Leuven, die in 1797 was opgeheven. Men vond ze meest (vanwege hun leeftijd of vanwege hun filosofische ingesteldheid) niet meer terug na 1834 in de nieuwe Katholieke Universiteit van Mechelen, weldra verhuisd als Katholieke Universiteit Leuven.
Het onderwijs werd in het Latijn gegeven zoals destijds gebruikelijk was in de Nederlanden. De universiteit verwelkomde bij de opening 230 studenten. Ze bleef werkzaam tot 1835 en sloot definitief de deuren op 15 augustus 1835. Gedurende de achttien jaar van haar academisch bestaan telde ze 8020 inschrijvingen.
Sommige afgestudeerden speelden een niet geringe rol bij het ontstaan van België en meer algemeen in het intellectuele en wetenschappelijke leven van het Belgische koninkrijk.

## Derectores magnifici
Elk jaar werd een Leuvens hoogleraar tot rector magnificus aangesteld.
- 1817-1819: François Joseph Harbauer
- 1819-1820: Jean-Ferdinand Sentelet
- 1820-1821: Henri-Ferdinand Decoster
- 1821-1822: Georg Joseph Bekker
- 1822-1823: Charles Jacmart
- 1823-1824: Franz Jacob Goebel
- 1824-1825: Jean-François-Michel Birnbaum
- 1825-1827: Franz-Joseph Dumbeck
- 1827-1828: Jean Marie Baud
- 1828-1829: Franz-Joseph Adelmann
- 1830-1832: Charles Jacmart

## De hoogleraren
In 1830 klaagde men over het feit dat koning Willem I der Nederlanden zo veel buitenlandse leerkrachten had gekozen, maar, zo schrijft Carlo Bronne:
In tegenstelling tot Nederland, had België tijdens de voorafgaande eeuw geen historici of humanisten van grote kwaliteit gehad. De koning moest beroep doen op buitenlandse leerkrachten om de leerstoelen te bezetten en het was verkeerd hem dit te verwijten, want hij kon niet anders. Sommigen onder hen waren trouwens opvoeders van hoog gehalte.

### Hoogleraren aan de faculteit rechten
- Jean-François-Michel Birnbaum, Strafrecht, Politieke geschiedenis van Europa en Statistiek
- Jacques Philippe De Bruyn, Pandecten, Natuur- en volkerenrecht
- Henri-Ferdinand Decoster, Burgerlijk recht, Publiek recht en Internationaal recht
- Adrianus Catharinus Holtius, Romeins recht
- Xavier Jacquelart, Instellingen van het Romeins recht
- Auguste Molitor
- Adolphe Roussel, Strafrecht, Natuurrecht en Encyclopedia van het recht
- Léopold August Warnkönig, Pandecten, Instituten en filosofie van het recht
- Rudolph Winssinger

### Hoogleraren aan de faculteit geneeskunde
- Jean Marie Baud
- Guillaume Joseph van Gobbelschroy
- François Joseph Harbauer
- Charles François Jacmart
- Antonius Gerard van Onsenoort
- Adriaan van Solingen, Geneeskundige praktijk[5]
- Joseph Josse Vandertaelen
- Jean Martin von Zinkgräf

### Hoogleraren aan de faculteit wis- en natuurkundige wetenschappen
- Franz-Joseph Adelmann
- Michel Gloesener
- Franz Jacob Goebel
- Jean-Baptiste van Mons
- Gasparo Pagani[6]
- Jean Ferdinand Sentelet

### Hoogleraren aan de faculteit letteren en wijsbegeerte
- Georg Joseph Bekker
- Albert ten Broeke Hoekstra, Nederlandse letteren
- Franz-Joseph Dumbeck
- Frederik Christiaan de Greuve
- Stephanus Heuschling
- Joseph Jacotot
- J.H. Janssens, Retorica, Metafysica en Moraal
- Jan-Baptist Liebaert
- Gerrit Johan Meijer, Nederlandse taal en letterkunde, Vaderlandse geschiedenis en Welsprekendheid
- Franz Mone
- Frédéric de Reiffenberg[7]
- Lodewijk Gerard Visscher

## Oud-studenten van de Rijksuniversiteit Leuven
Zie: Lijst van alumni van de Rijksuniversiteit Leuven